# Graffenrieda anomala
Graffenrieda anomala är en tvåhjärtbladig växtart som beskrevs av José Jéronimo Triana. Graffenrieda anomala ingår i släktet Graffenrieda och familjen Melastomataceae.
Artens utbredningsområde är Colombia. Inga underarter finns listade i Catalogue of Life.